# Downface
Downface es una banda de rock experimental y post-grunge estadounidense de Madison, Wisconsin.
Se creó en 1997 bajo las claras influencias de otras reconocidas bandas como Tool, Deftones, Failure, Alice in Chains, Pearl Jam y Rusted Root. Su pieza más conocida, Alone, perteneciente a su primer disco, es común encontrarla en Internet erróneamente como obra de una agrupación inexistente conformada por los integrantes de Pearl Jam y Alice in Chains. De igual manera, algunas canciones del disco Within son atribuidas erróneamente como obras de Tool, especialmente de Maynard James Keenan, todo ello por el tono de voz del vocalista.

## Integrantes
- Marvin Calderon. - Voz, guitarra
- Alejandro Sorrano. - Guitarra
- Joe «Chavez» V. - batería, segundas voces
- Chris Miranada. - Bajo

## Álbumes
- 1997: Confidence
- 2002: Within